# Sukha-Söm
Sukha-Söm hay Sukaseum (sinh 1797 ở Luang Phrabang; mất 23/09/1850 ở Chiang Maen), vương hiệu đầy đủ là Samdach Brhat Chao Maha Sri Vitha Lan Xang Hom Khao Luang Prabang Sukra Sumaya [Sukha Seum] là vị vua của Vương quốc Luang Phrabang trị vì từ năm 1837 đến khi mất 23/09/1850 .